# 天津海河音乐公园

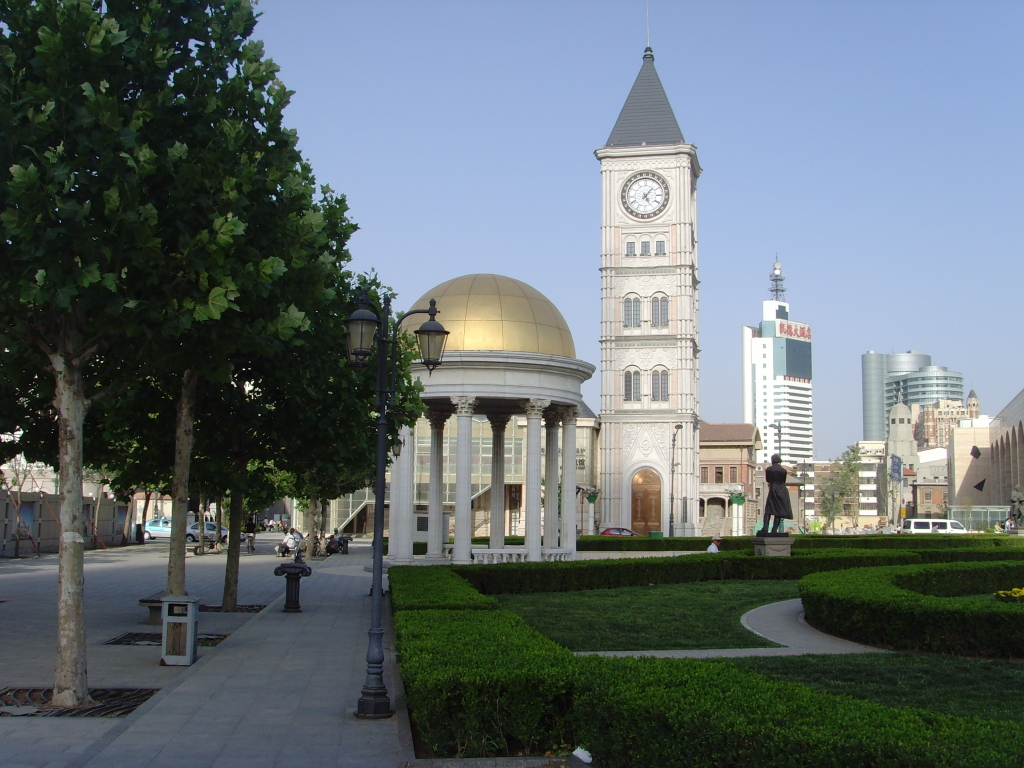
天津海河音乐公园一角

39°08′01″N 117°11′21″E / 39.1336°N 117.1893°E天津海河音乐公园（常又称作奥式风情音乐公园）坐落于中国天津市河北区北安桥头，兴建于2004年。西临海河东路，东临平安街，介于奥式风情区（原天津奥租界）与意式风情区（原天津意租界）之间，面積3600平方米，平面形狀似一把小提琴。音乐公园中矗立着5位“世界著名音乐家”：李斯特、贝多芬、施特劳斯、海顿和巴赫的铜像。附近新建一座高40米的意大利文艺复兴式样钟楼。